# ۱ محرم
۱ محرم نخستین روز سال در گاه‌شماری هجری قمری است.

## رویدادها
- ۷ پیش از هجرت - آغاز محاصره محمد و مسلمانان مکه در شعب ابی‌طالب به مدت سه سال
- ۱ قمری روز جمعه سرآغاز گاه‌شماری هجری قمری است. مبدأ گاهشماری‌های هجری مسلمانان، هجرت پیامبر اسلام محمد از مکه به مدینه است که در ربیع‌الاول همان سال اتفاق افتاده‌است.
- ۹ قمری - نخستین گردآوری زکات توسط محمد
- ۲۰ قمری - فتح مصر توسط عمرو بن عاص

## زادروزها
- ۳۵۷ ق - ابوسعید ابوالخیر، عارف و شاعر ایرانی

## درگذشت‌ها
- ۸۱ - محمد حنفیه، پسر علی بن ابی طالب
- ۳۶۰ - ابوبکر آجری، فقیه و محدث عراقی
- ۶۳۲ - شهاب‌الدین عمر سهروردی، از شیوخ تصوف
- ۱۳۵۱ - فقیر شیرازی، خطیب، ادیب و شاعر

## مناسبت‌ها
- آغاز سال هجری قمری
- آغاز مراسم عزاداری شیعیان در عزای امام سومشان حسین بن علی
- آغاز هفته احیای امر به معروف و نهی از منکر در ایران